# Весенние хлопоты
«Весенние хлопоты» — советский художественный комедийный фильм, снятый на киностудии «Ленфильм» в 1964 году режиссёром Яном Фридом. Премьера — 13 сентября 1964 года.

## Сюжет
Юная Женя, специалист-садовод, получает направление на завод и полна решимости всю территорию, свободную от производства, превратить в цветущий сад. Заводчане Жене сочувствуют, а влюбленный в неё шофер Сергей по-своему помогает осуществлению её мечты. Герои ругаются, мирятся и даже расстаются, но — на короткое время.

## В ролях
- Тамара Королюк — Женя
- Владимир Трещалов — Сергей
- Николай Крючков — Иван Иванович
- Александр Борисов — отец Жени
- Георгий Вицин — дядя Пудя
- Станислав Соколов — Володя
- Александр Леньков — Радик
- Светлана Дик — Клава
- Гелий Сысоев — Костя
- Георгий Светлани — дядя Миша

## Съёмочная группа
- Автор сценария — Эдуард Шим
- Постановка — Ян Фрид
- Режиссёр — Максим Руф
- Оператор — Вячеслав Фастович, А. Сысоев
- Композитор — Василий Соловьев-Седой
- Текст песен — Михаил Матусовский
- Директор картины — К. Кладовикова